# Veine fibulaire
Les veines fibulaires (ou veines péronières) sont des veines profondes du membre inférieur situées dans la jambe. Elles sont satellites de l'artère fibulaire. 

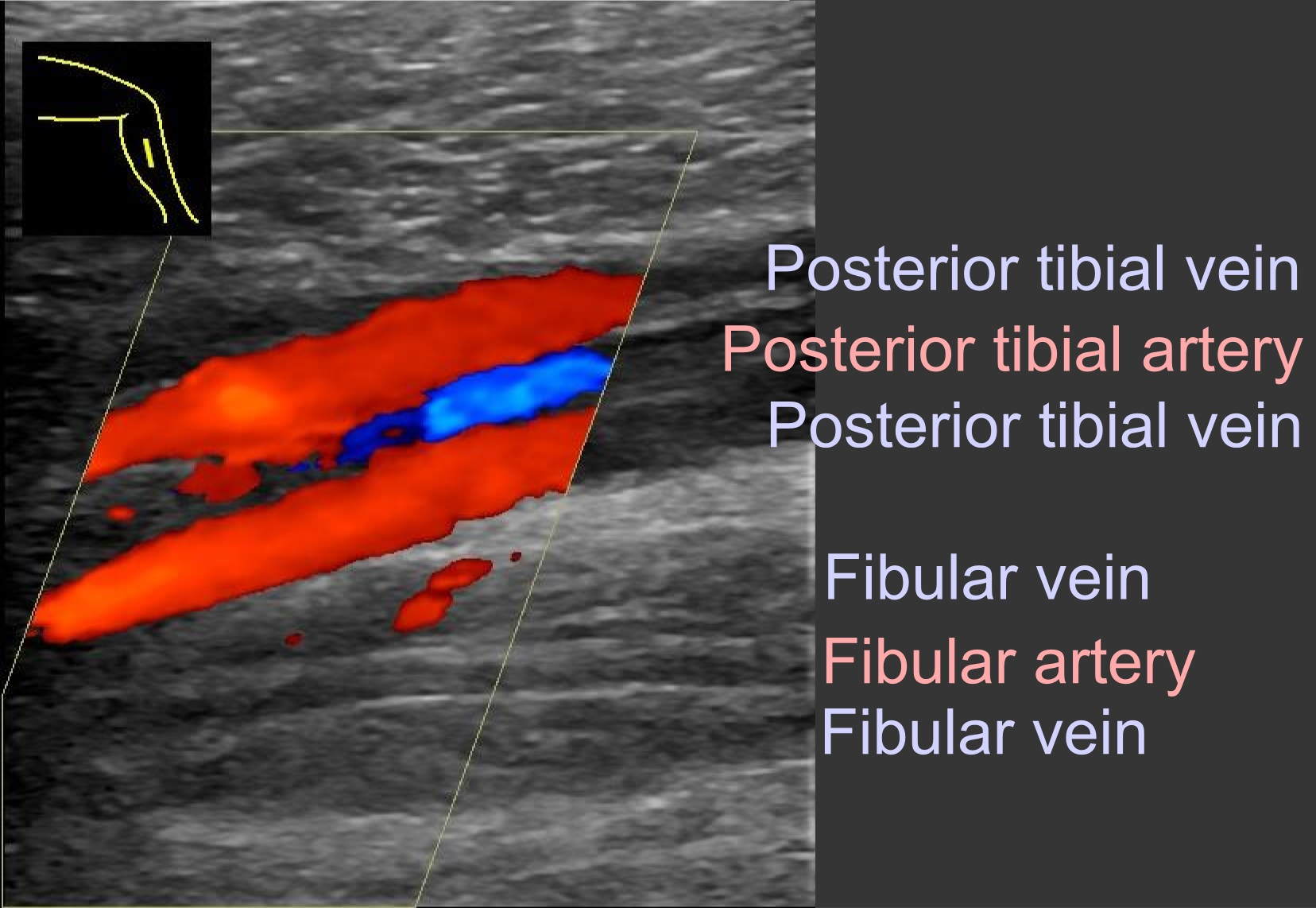
Échographie du plan coronal de la thrombose veineuse profonde des veines fibulaires.

## Structure
Les veines fibulaires naissent dans le muscle long fléchisseur de l'hallux pour se jeter dans une des veines tibiales postérieures. 
Elles drainent la loge crurale latérale et peuvent recevoir des anastomoses des veines superficielles de la jambe.. 